# Rolf Beilschmidt
Rolf Beilschmidt (República Democrática Alemana, 8 de agosto de 1953) es un atleta alemán retirado especializado en la prueba de salto de altura, en la que consiguió ser medallista de bronce europeo en 1978.

## Carrera deportiva
En el Campeonato Europeo de Atletismo de 1978 ganó la medalla de bronce en el salto de altura, con un salto por encima de 2.28 metros, siendo superado por los soviéticos Vladimir Yashchenko que con 2.30 metros batió el récord de los campeonatos, y Aleksandr Grigoryev (plata también con 2.28 m pero en menos intentos).